# Certyfikat niezaprzeczalności
Certyfikat niezaprzeczalności (ang. non-repudiation certificate) – specjalny rodzaj certyfikatu bezpieczeństwa, reprezentujący dane inicjującego, dotyczące działania lub zdarzenia, które w celu dostarczenia niezbitego dowodu dotyczącego tego działania lub zdarzenia uczyniono niemożliwymi do podrobienia i który może być dostarczony przez zaufaną trzecią stronę wykorzystującą swój klucz tajny do tworzenia bezpiecznych kopert lub przez inicjatora niezaprzeczalności wykorzystującego swój klucz prywatny do tworzenia podpisów cyfrowych z dołączonymi certyfikatami klucza publicznego, odpowiadającego kluczowi prywatnemu zastosowanemu do podpisu.